# Oleria onega
Espèce
Oleria ilerdina est une espèce d'insectes lépidoptères, un papillon diurne appartenant à la famille des Nymphalidae, sous-famille des Danainae, à la tribu des Ithomiini, sous-tribu des Oleriina et au genre Oleria.

## Dénomination
- Oleria onega  a été décrit par l'entomologiste britannique William Chapman Hewitson en 1858 sous le nom initial d'Ithomia onega [1]
- La localité type est l'état d'Amazonas au Brésil.

### Nom vernaculaire
Oleria onega se nomme Onega Clearwing ou Onega Glasswing en anglais.

## Taxinomie
Sous-espèces
- Oleria onega onega (Hewitson, 1851) ; État d'Amazonas Brésil
- Oleria onega bocca  (Riley, 1919) ; État d'Amazonas Brésil
- Oleria onega crispinilla (Hopffer, 1874) ; Pérou
- Oleria onega epicharme (C. & R. Felder, 1862) ; État d'Amazonas Brésil
- Oleria onega ilerda (Hewitson, 1854) ; Colombie
- Oleria onega janarilla (Hewitson, 1863) ; Équateur
- Oleria onega lentita (Lamas, 1985) ; Pérou
- Oleria onega perspicua (Butler, 1877) ; Équateur
- Oleria onega lerida (Kirby, 1878) ; Équateur

## Description
Oleria ilerdina est un papillon d'une envergure d'environ 52 mm, aux ailes transparentes à veines marron et bordure marron sur le dessus, bordure orange sur le revers.

## Biologie
Oleria onega vole toute l'année mais en moins grand nombre durant la saison sèche.

### Plantes hôtes
Les plantes hôtes de sa chenille sont Solanum mite, Solanum anceps, Solanum angustialatum et Solanum uleanum .

## Écologie et distribution
Oleria onega  est présent en Colombie, en Équateur, au Pérou, au Brésil.
La prédation par les chenilles du papillon Oleria onega et sa stratégie de ponte ont été étudiées au Pérou,.

### Biotope
Oleria onega  réside dans la forêt primaire humide ou sur les rives des cours d'eau, dans les zones d'une altitude allant de 200 m à 800 m.

### Protection
Pas de statut de protection particulier.